# Охонское сельское поселение
Охонское сельское поселение — муниципальное образование в Пестовском муниципальном районе Новгородской области.
Административный центр — деревня Охона.

## География
Территория сельского поселения расположена на Валдайской возвышенности, в центральной части Пестовского района.
По территории сельского поселения протекают ряд рек, крупнейшая из них — Меглинка.

## История
Статус и границы сельского поселения установлены Законом Новгородской области от 11 ноября 2005 года № 559-ОЗ «Об административно-территориальном устройстве Новгородской области».

## Население
| 2010 | 2012 | 2013 | 2014 | 2015 | 2016 | 2017 |
| ---- | ---- | ---- | ---- | ---- | ---- | ---- |
| 704  | ↗710 | ↗727 | ↗773 | ↘727 | ↘725 | →725 |
| 2021 |      |      |      |      |      |      |
| ↘558 |      |      |      |      |      |      |

| население чел.     | в 2006 году | в 2007 году | в 2008 году |
| ------------------ | ----------- | ----------- | ----------- |
| Всего              | 822         | 829         | 828         |
| Мужчин             | 382         | 389         | 409         |
| Женщин             | 440         | 440         | 419         |
| Миграционная убыль | −7          | −3          | 0           |

## Состав сельского поселения
| №  | Населённый пункт | Тип населённого пункта          | Население |
| -- | ---------------- | ------------------------------- | --------- |
| 1  | Аммочино         | деревня                         | 9         |
| 2  | Астахино         | деревня                         | 2         |
| 3  | Борисовка        | деревня                         | 4         |
| 4  | Дехино           | деревня                         | 0         |
| 5  | Ерёмино          | деревня                         | 45        |
| 6  | Ермаково         | деревня                         | 2         |
| 7  | Заюлино          | деревня                         | 0         |
| 8  | Комзово          | деревня                         | 3         |
| 9  | Красная Горка    | деревня                         | 21        |
| 10 | Ладожка          | деревня                         | 6         |
| 11 | Медведево        | деревня                         | 60        |
| 12 | Мелёстовка       | деревня                         | 15        |
| 13 | Охона            | деревня, административный центр | 358       |
| 14 | Поддубье         | деревня                         | 9         |
| 15 | Почугинское      | деревня                         | 106       |
| 16 | Угумоново        | деревня                         | 0         |
| 17 | Федово           | деревня                         | 51        |
| 18 | Финьково         | деревня                         | 0         |
| 19 | Харламово        | деревня                         | 5         |
| 20 | Юхино            | деревня                         | 8         |

## Экономика
На территории сельского поселения расположены сельскохозяйственные предприятия: Ферма деревни Охона (воспроизводство молодняка крупного-рогатого скота), СПК «За мир» (мясо-молочное производство). Также есть предприятия с традиционным для Пестовского района видом деятельности — заготовкой и переработкой древесины, изготовлением бань и бытовок — это ИП Громова С.А и ИП Туманова Н. М.
Предприятия торговли магазины Райпо: магазин № 44 в деревне Охона, магазин № 44 в деревне Почугинское, магазин № 62 в деревне Еремино, а также магазины ООО «СеТО» ИП Туманова Н.А в деревнях Почугинское и Охона.
Также на территории муниципального образования расположена гидрометеорологическая станция в деревне Охона.

## Образование и культура
В деревне Почугинское есть муниципальное образовательное учреждения для детей дошкольного и младшего школьного возраста «Начальная школа — детский сад», а в Охоне — муниципальное общеобразовательное учреждение — средняя общеобразовательная школа, также в этих двух деревнях есть библиотеки и дома культуры.

## Здравоохранение
На территории муниципального образования действуют два фельдшерско-акушерских пункта: в Почугинском и Охоне. Также на территории сельского поселения расположен детский оздоровительный загородный лагерь «Дружба».

## Транспорт и связь

### Транспорт
Протяженность дорог общего пользования на территории муниципального образования 80 км, в. т.ч участок дороги Р8 (Боровичи — Пестово). Существует автобусное сообщение с административным центром района — городом Пестово и областным центром — городом Великий Новгород, а также со вторым по величине городом Новгородской области — Боровичами:
1. маршрут № 259, Пестово — Великий Новгород;
2. маршрут № 208, Пестово — Боровичи;
3. маршрут № 104, Пестово — Коровино;
4. маршрут № 107, Пестово — Погорелово;
5. маршрут № 115, Пестово — Ново-Муравьево;
6. маршрут № 121, Пестово — Улома;
7. маршрут № 122, Пестово — Погорелово

### Связь
В двух населённых пунктах Охонского сельского поселения есть почтовые отделения ФГУП «Почта России»
1. Почугинское, почтовый индекс — 174521;
2. Охона, почтовый индекс — 174520;

## Достопримечательности
- Церковь Святой Троицы в деревне Охона (Новгородское Епархиальное управление), свою историю ведёт с 1674 года, нынешний каменный храм выстроен в 1814 году и освящён во имя Святой Живоначальной Троицы 7 июля 1816 года, в 1930-х годах церковь была закрыта, а вновь открыта в марте 1944 года[11]. В храме три придела: центральный придел Святой Троицы, правый придел — святого Иоанна Крестителя и левый придел святителя Николая Чудотворца[12].
- Усадебный парк в деревне Почугинское.